# Рибне господарство

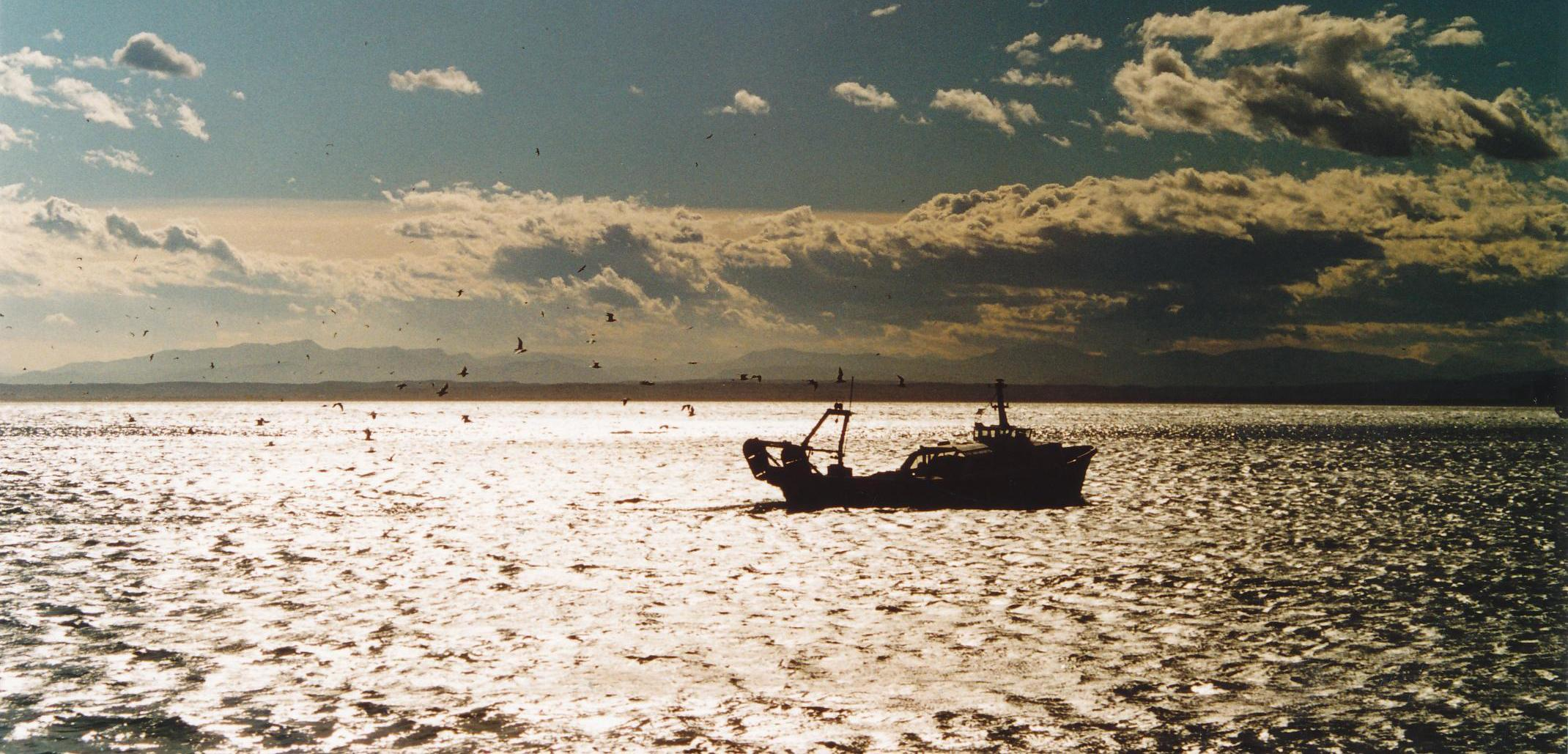
Риболовецький траулер

Ри́бне господа́рство — галузь господарства, до якої належить добування, переробка, відтворення і збільшення запасів риби та інших водних організмів у природних і штучних водоймах. Дає цінні харчові, кормові, лікарські й технічні продукти. Поділяється на рибальство, що має завданням ловити рибу і добувати морського звіра, та рибництво — збереження і поліпшення рибних запасів у природних водоймах і розведення риби у штучних. Рибальство може бути промисловим або аматорським (див. Спортивне рибальство). Промислове рибальство поділяється на океанічне, морське, прибережне і на внутрішніх водоймах (річках, озерах, ставках, водоймищах).

## Рибальство

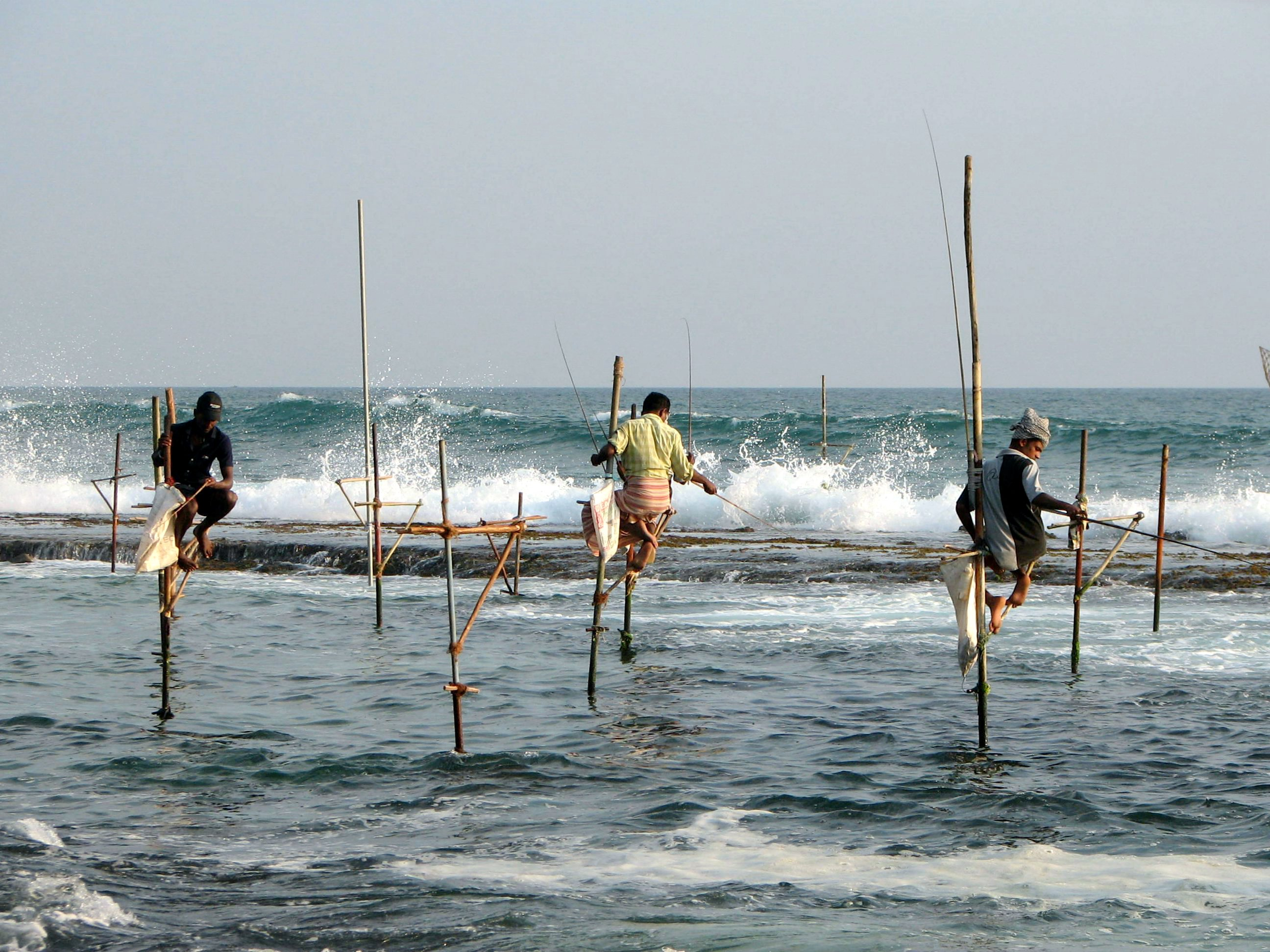
Рибалки з Шрі-Ланки

Риба́льство — приватний або промисловий лов риби та інших водних живих ресурсів. Під рибальством також розуміють полювання на таких морських тварин, як наприклад різні види молюсків, кальмарів, восьминогів, морських черепах, жаб і деяких інших їстівних морських безхребетних. Приватне рибальство залишається одною з найулюбленіших розваг і навіть таким популярним видом спорту, як спортивне рибальство.
Велике значення має океанічне рибальство. Одним з основних районів рибальства (а раніше — і китобійного промислу) є Антарктида. У зв'язку з надмірною інтенсифікацією вилову і значним його зменшенням, освоюються (в Індійському океані й біля берегів Антарктиди) нові райони і об'єкти риболовлі. У океанічному рибальстві в улові риби переважають такі види, як ставрида, сардинела, сардини, скумбрія, хек, нототенія, тунець тощо. Дедалі більшого розвитку набуває промисел креветок, лянґустів, кальмарів, а також нерибних морепродуктів (наприклад, водоростей).

## Аквакультура

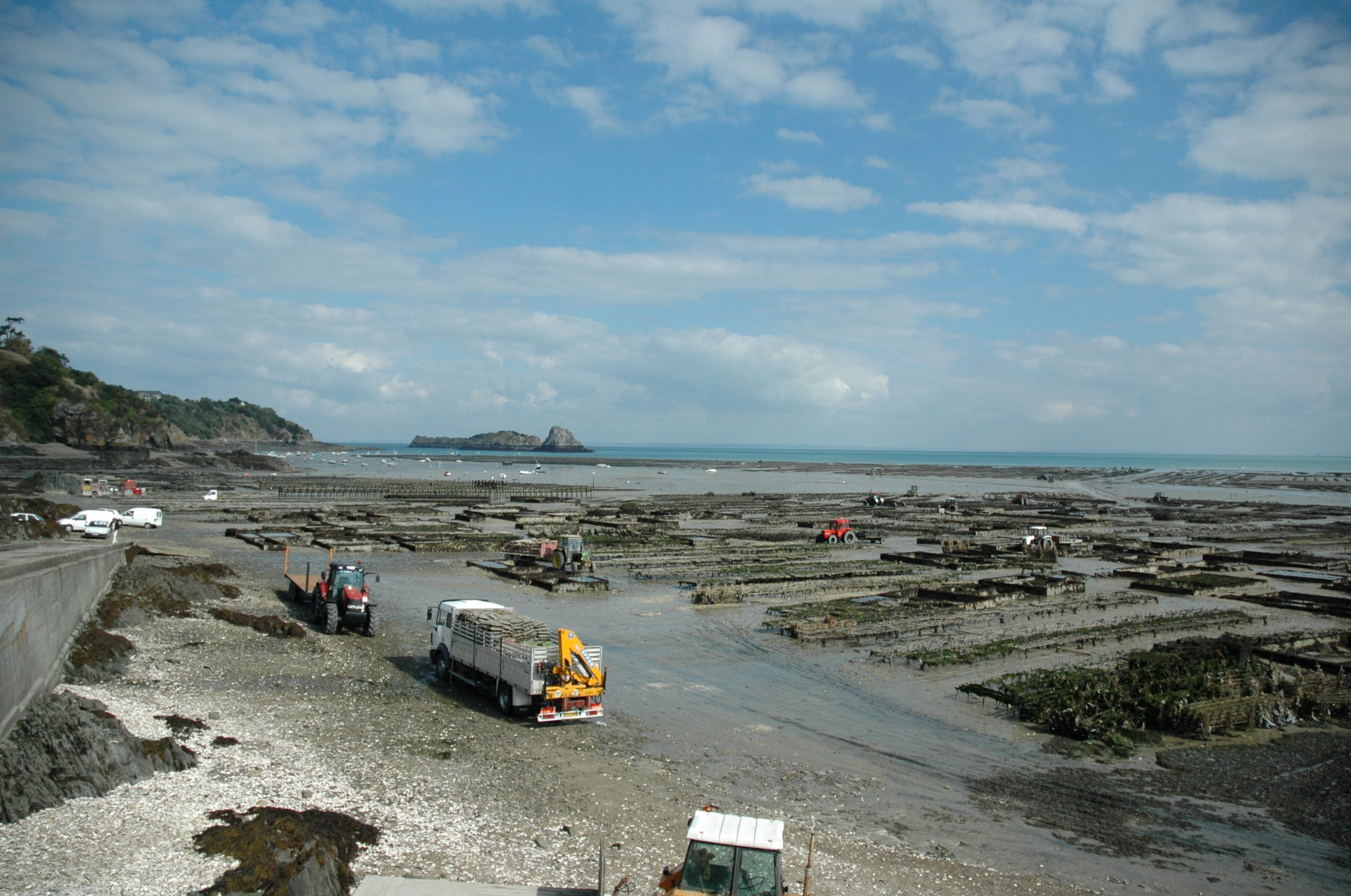
Збір устриць на фермі в Канкалі, Бретань

Аквакульту́ра — вирощування водних організмів, переважно їстівних. Включає також теоретичні знання і наукові дослідження в цій галузі. Для вирощування промислових організмів в морському середовищі використовується термін Марикультура.
Існують різні систем виробництва: на суші — ставки, у морі — спеціальні сітки, насамперед для лосося, тріски та середземноморських видів риби. Креветок вирощують у ставках.